# 앵그리버드 더 무비
《앵그리버드 더 무비》(영어: The Angry Birds Movie)는 2016년 공개된 미국과 핀란드의 합작 컴퓨터 애니메이션 영화이다. 동명의 게임을 원작으로 하며, 감독에는 퍼걸 라일리와 클레이 케이티스 콤비, 각본에는 존 비티가 내정되었다. 제이슨 수데이키스, 조시 개드, 대니 맥브라이드, 마야 루돌프, 빌 헤이더, 피터 딩클리지 등이 성우로 출연하고, 대한민국에서는 신동엽이 '척'역으로 담당성우로 참여하여 출연한다.

## 출연

### 한국
- 신동엽 : 척 역
- 신용우 : 레드 역
- 정영웅 : 밤 역
- 엄상현 : 레오나드(피그) 역
- 이소영 : 마틸다 역
- 소정환 : 페킨파 역
- 최석필 : 마이티 이글 역
- 심규혁 : 버블 역
- 이현 : 마임 역
- 김채하 : 스텔라 역

그 외에도 정주원, 박고운 등이 엑스트라로 목소리 출연했다.

### 미국
- 제이슨 수데이키스 : 레드 역
- 피터 딩클리지 : 마이티 이글 역
- 빌 헤이더 : 레오나르도 역
- 키건마이클 키 : 페킨파 역
- 조시 개드 : 척 역
- 마야 루돌프 : 마틸다 역
- 대니 맥브라이드 : 밤 역
- 제프리 아랜드 : 선생님 역
- 대니엘 브룩스 : 올리브 블루 역
- 아이크 배린홀츠 : 타이니 역
- 케이트 매키넌 : 스텔라 역
- 토니 헤일 : 로스, 사아러스, 마임 역
- 질리언 벨
- 해니벌 버리스
- 크리스텔라 알론소